# 이탈리아 상원
이탈리아 상원(이탈리아어: Senato della Repubblica 세나토 델라 레푸블리카[*]) 또는 공화국 상원은 이탈리아 하원과 함께 이탈리아 입법기관의 양원제인 이탈리아 의회의 상원이다. 상, 하원은 나눠져있지만 동일한 권한과 동일한 지위를 가진다.
1948년 5월 8일 현재의 모습으로 설립되었으나 이전에도 이탈리아 왕국 시기에 왕국 상원 (Senato del Regno, 세나토 델 레뇨)으로 존재했었으며, 왕국 상원 역시 1848년 5월 8일 설립된 사르데냐-피에몬테 왕국의 수발피노 상원 (Senato Subalpino, 세나토 수발피노)의 후속이다. 로마에 위치한 마다마 궁전에서 개회된다.

## 구성
상원은 315명의 선출된 의원들과 2014년 기준 5명의 종신 상원의원들로 이루어져 있다. 40세 이상 연령이어야 하는 선출되는 의원은 25세 이상의 이탈리아 국민들로 이루어진 유권자들이 선출하며 (이탈리아 국외에 거주하는 이탈리아인들을 대표하는 6명의 상원의원은 제외), 지역별 기반으로 선출된다. 종신 상원의원들은 '직권상으로는' 재임중인 전임 이탈리아 공화국의 대통령들과 다섯 명에 한하여 "사회, 과학, 예술, 문학 분야에서 뛰어난 공로를 기려" 대통령이 임명한 시민들로 이루어진다.
현재 종신 상원의원은 다섯 명으로, 다음과 같다.
- 공화국 대통령법에 의한 전임 대통령
조르조 나폴리타노 (무소속, For the Autonomies-PSI-MAIE 의원)
- 경제학자 (2011~2013년 수상 재임)
마리오 몬티 (혼합연대 의원)
- 약리학자 (이탈리아 사상 세 번째의 여성 종신 상원의원)
엘레나 카타네오 (무소속, For the Autonomies-PSI-MAIE 의원)
- 프리츠커상 수상 건축가
렌초 피아노 (무소속, For the Autonomies-PSI-MAIE 의원)
- 노벨상 수상 입자물리학자 및 발명가
카를로 루비아 (무소속, For the Autonomies-PSI-MAIE 의원)
- 홀로코스트 생존자
릴리아나 시그레 (혼합연대 의원)

조르조 나폴리타노(무소속)는 2006년 대통령에 당선되기 전 2005년에 종신 상원의원에 임명됐고, 그의 상원의원직은 대통령 재임기간 동안 보류되었다. 나폴리타노는 2013년 4월 대통령에 재선되었다가 2015년 1월 건강을 이유로 사임했다. 이에 따라 2015년 1월부터 종신 상원의원직을 계속 역임 중이다.
이탈리아 상원은 유럽 전역의 상원들 사이에서도 이례적인데, 지위가 낮은 다른 한쪽과 같은 권한을 지닌다. 양원 중 한쪽에서 모두 법을 발의할 수 있고, 양원에서 동일한 형식으로 승인받아야 한다. 이와 더불어 정부는 정권유지를 위해서 양원의 동의를 받아야 한다(이와 같은 형태를 '완전양원제'라고 부른다).
현재 상원의 임기는 5년이다. 1963년 2월 9일 헌법 수정 전까지 상원은 6년 임기로 선출되었다. 상원은 정상적인 임기 종료 전에 공화국 대통령에 의해서 해산될 수 있다(이를테면 과반수를 차지할 수 있는 내각이 없을 경우에 해산됨).

## 의장
현행 헌법에 따라 상원은 총선 후 20일 이내에 첫 개회를 열어야 한다. 이 회의에서 가장 연장자인 상원의원이 의장을 맡으며, 다음 회기를 위하여 상원의장을 선출하는 일에 착수한다. 처음 두 번의 표결 시도에서는 상원의원 정원의 절대다수가 필요한데, 3차 표결이 필요할 시 후보자는 참석 및 투표하는 상원의원들의 절대다수에 의해서 당선될 수 있다. 3차 표결이 당선자를 배출하지 못하면 이전 무기명투표에서 가장 많은 표를 받은 두 상원의원을 후보로 최종 무기명투표가 이루어진다. 가부 동수일 경우 연상인 상원의원을 당선자로 간주한다.
상원의장은 의회 일정 감독, 토의 사회 및 조정, 발의와 법안 허용 여부 결정, 상원을 대표하는 일 등과 더불어 대통령이 직무를 수행할 수 없을 경우 공화국 대통령직에 오른다. 현 상원의장은 엘리자베타 케슬리아티이다.
지난 30년간 이탈리아 상원의장을 맡은 의원은 다음과 같다.
| 의장                  | 임기 시작       | 임기 종료       | 비고                          |
| --------------------- | --------------- | --------------- | ----------------------------- |
| 제5대 의회            |                 |                 |                               |
| 아민토레 판파니       | 1968년 6월 5일  | 1972년 5월 21일 |                               |
| 제6대 의회            |                 |                 |                               |
| 아민토레 판파니       | 1972년 5월 24일 | 1973년 6월 23일 |                               |
| 조반니 스파 뇰리      | 1973년 6월 25일 | 1976년 7월 4일  |                               |
| 제7대 의회            |                 |                 |                               |
| 아민토레 판파니       | 1976년 7월 5일  | 1979년 6월 18일 |                               |
| 제8대 의회            |                 |                 |                               |
| 아민토레 판파니       | 1979년 6월 20일 | 1982년 12월 1일 |                               |
| 토마소 모리노         | 1982년 12월 9일 | 1983년 5월 11일 |                               |
| 비토리오 콜롬보       | 1983년 5월 12일 | 1983년 7월 11일 |                               |
| 제9대 의회            |                 |                 |                               |
| 프란체스코 코시가     | 1983년 7월 12일 | 1985년 6월 24일 | 이탈리아 공화국 대통령에 당선 |
| 아민토레 판파니       | 1985년 7월 9일  | 1987년 4월 17일 | 한때 총리에 당선되었다가 사임 |
| 조반니 말라고디       | 1987년 4월 22일 | 1987년 7월 1일  |                               |
| 제10대 의회           |                 |                 |                               |
| 조반니 스파돌리니     | 1987년 7월 2일  | 1992년 4월 22일 |                               |
| 제11대 의회           |                 |                 |                               |
| 조반니 스파돌리니     | 1992년 4월 24일 | 1994년 4월 14일 |                               |
| 제12대 의회           |                 |                 |                               |
| 카를로 스코냐밀리오   | 1994년 4월 16일 | 1996년 5월 8일  |                               |
| 제13대 의회           |                 |                 |                               |
| 니콜라 만치노         | 1996년 5월 9일  | 2001년 5월 29일 |                               |
| 제14대 의회           |                 |                 |                               |
| 마르첼로 페라         | 2001년 5월 30일 | 2006년 4월 27일 |                               |
| 제15대 의회           |                 |                 |                               |
| 프란코 마리니         | 2006년 4월 29일 | 2008년 4월 28일 |                               |
| 제16대 의회           |                 |                 |                               |
| 레나토 시파니         | 2008년 4월 29일 | 2013년 3월 15일 |                               |
| 제17대 의회           |                 |                 |                               |
| 피에트로 그라소       | 2013년 3월 16일 | 2018년 3월 23일 |                               |
| 제18대 의회           |                 |                 |                               |
| 엘리자베타 케슬리아티 | 2018년 3월 24일 |                 |                               |

## 마다마 궁전

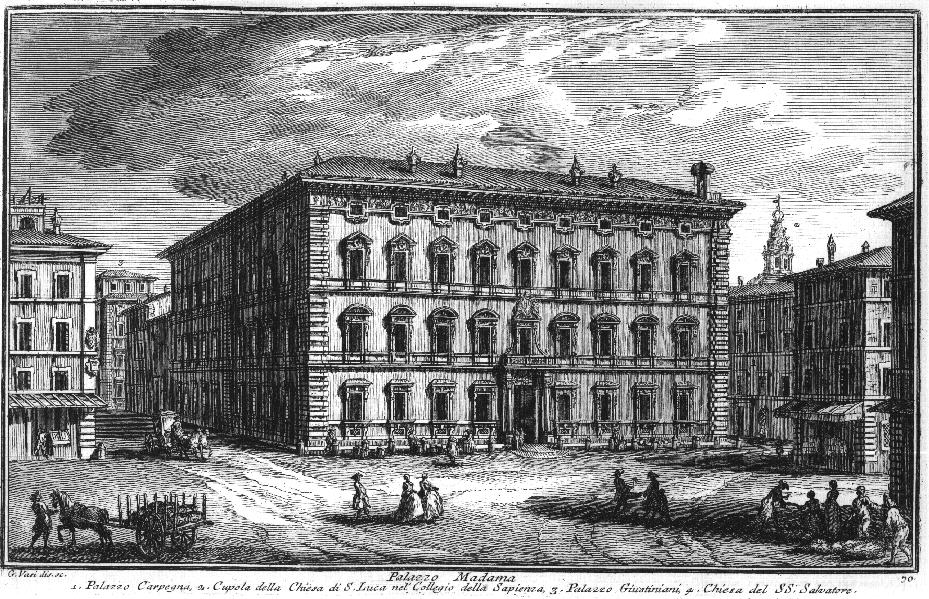
17세기의 마다마 궁전

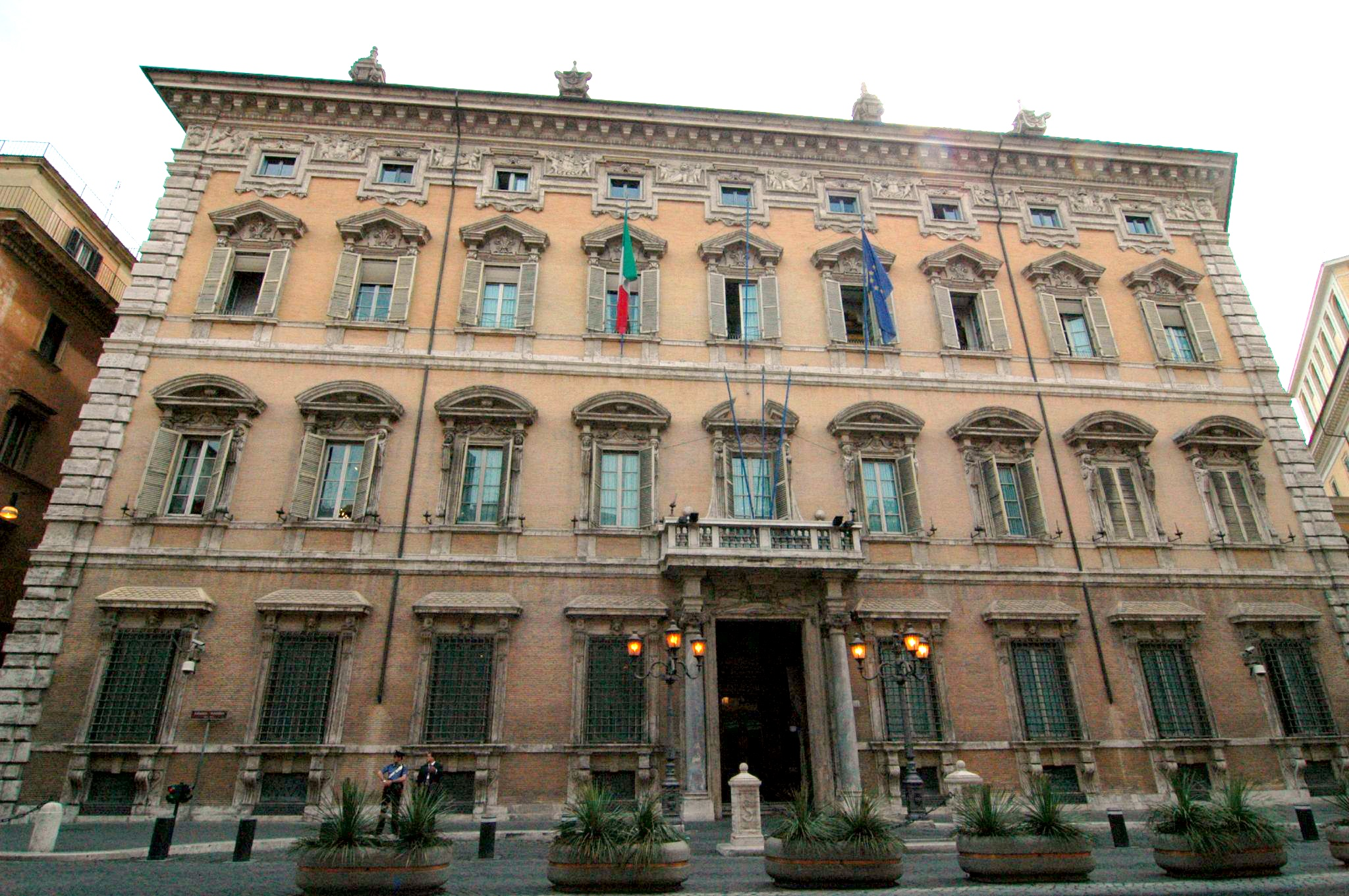
오늘날의 마다마 궁전

상원은 1871년부터 로마에 위치한 마다마 궁전 (Palazzo Madama)에서 개회하고 있다. 마다마 궁전은 메디치 가문을 위해 1505년에 완공된 오래된 귀족 대저택으로, 카를 5세의 딸이자 알레산드로 데 메디치의 부인인 오스트리아의 마다마 마르게리타에서 이름을 따왔다. 메디치 가문이 몰락한 이후 궁전은 로렌 가문에게 넘어갔고, 그 다음에는 교황청에게 매각되었다.
이후 1755년 베네딕토 14세는 루이지 오스티니에게 공사를 위임하면서 전반적인 개조를 명령했다. 베네딕토 14세의 문장은 지금도 마다마 궁전의 입구를 위압하고 있다. 이듬해에는 이곳에 재판사무소와 경찰 본부가 설치되었다. 1849년 피우스 9세는 교황우정국을 비롯하여 재무부와 공채부를 이곳에 이전했다. 새롭게 형성된 이탈리아 왕국이 로마를 정복한 뒤, 마다마 궁전은 왕국 상원 (Senato del Regno, 세나토 델 레뇨)의 소재지가 될 곳으로 선정되었다.

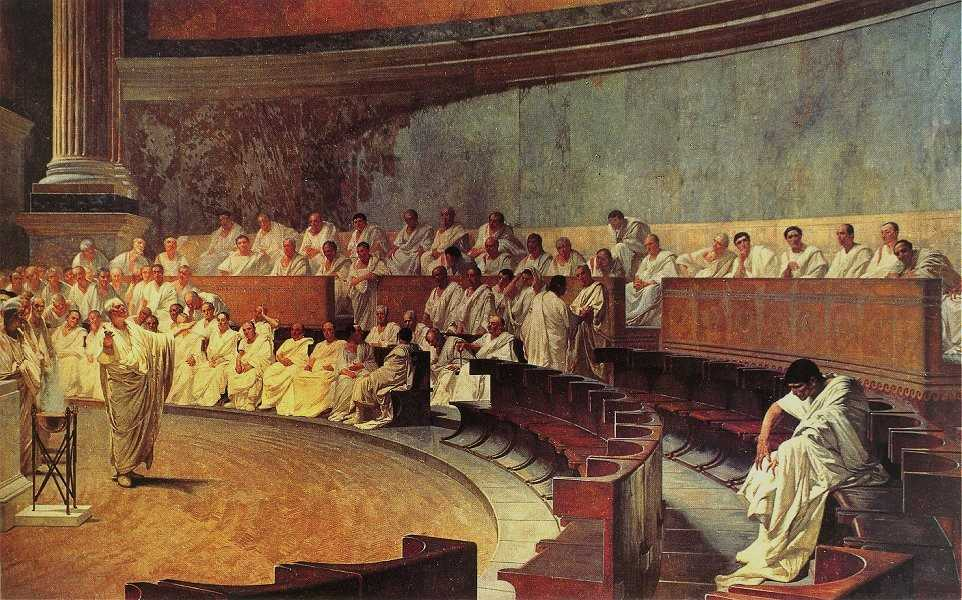
《카틸리나를 고발하는 키케로》

마다마 궁전과 인근 건물들은 20세기 초 몇십 년 간 추가로 개조와 각색을 거쳤다. 전반적인 변화에는 다른 것들 중에서도 반원 회의장의 근대화, 산 살바토레 로와 도가나 베키아 로에 자리한 안내문을 완전히 다시 만든 것, 인접한 카르페냐 궁전과 연결 도입이 있었다. 상원이 소유한 카르페냐 궁전은 원래의 위치보다 앞쪽 지점에 완전히 다시 지어졌다. 6세기 연대로 추정되는 조그만 산 살바토레 인 테르미스 교회가 보안적인 이유로 인해 처음으로 폐쇄, 수용, 나중에는 철거되었다.
현재의 파사드는 1650년대 중반에 치골리와 파올로 마루첼리가 지었다. 파울로 마루첼리는 화려한 처마돌림띠와 색다르게 장식된 항아리들을 지붕 위에 더했다. 궁전 내 방들 주에서 가장 주목할 만한 (그리고 정치적인 관점에서 봤을 때 가장 인상깊을 수 있는) 방은 '살라 마카리 (Sala Maccari)'인데, 1880년에 이 방을 장식하고 프레스코화를 그린 예술가 체사레 마카리에서 이름을 따왔다. 그가 그린 프레스코화들 중에서 단연 돋보이는 것은 키케로가 의석에서 한편에 고립된 채 경청하는 카틸리나를 고발하는 모습을 묘사한 것이다.
1871년 11월 27일에 상원이 처음으로 개회된 회의실은 루이지 가베트가 설계했다. 의장석 뒤편 벽에 있는 명판에는 새로운 관청에서 처음으로 회의가 열릴 때 의회에 보낸 국왕의 연설문을 기념하고 있다. 그 내용은 다음과 같다.
L'ITALIA È RESTITVITA A SE STESSA E A
 ROMA • QVI E' DOVE NOI RICONOSCIAMO LA
 PATRIA DEI NOSTRI PENSIERI; OGNI COSA
 CI PARLA DI GRANDEZZA MA NEL TEMPO
 STESSO OGNI COSA CI RICORDA I NOSTRI
 DOVERI •
 VITTORIO EMANVELE II
 27 NOVEMBRE MDCCCLXXI

 "이탈리아는 자신과 로마를 재건했다
 우리가 우리 사상의 조국이라 인정하는 이곳에서, 모든 것들이 우리에게 위대함을 이야기한다
 허나 그와 동시에 모든 것들이 우리에게 우리들의 의무를 일깨워준다" 
- 비토리오 에마누엘레 2세, 1871년 11월 27일

그 위에는 헌사를 알리는 명판이 놓여져 있다. 그 내용은 다음과 같다.
IL 2 GIUGNO 1946
PER SUFFRAGIO DI POPOLO 
A PRESIDIO DI PUBBLICHE LIBERTÀ 
E A CERTEZZA DI PROGRESSO CIVILE 
FU PROCLAMATA
 LA REPUBBLICA ITALIANA

 1946년 6월 2일/ 민중의 선거로/ 국가 자유의 수호/ 및 시민 발전의 확신을/ 선언한다/ 이탈리아 공화국

관람객 기준으로 왼편에는 (SENATO DELLA REPUBBLICA →공화국 상원이라는 단어들로 수놓은 리본이 달린) 이탈리아 공화국 국기와 유럽 연합 기가 게양되어 있다.

## 같이 보기
- 이탈리아 의회
- 이탈리아 대의회
- 상원
- 로마 원로원
- 이탈리아 왕국 원로원
- 알프스산아래 원로원